# AdwCleaner
AdwCleaner – oprogramowanie narzędziowe służące do usuwania potencjalnie niechcianego oprogramowania. Program umożliwia usunięcie komponentów adware i zbędnych pasków narzędziowych. AdwCleaner nie wymaga instalacji. Po przeprowadzeniu skanowania użytkownik może przejrzeć jego wyniki i dokonać czyszczenia. Po wyczyszczeniu konieczne jest ponowne uruchomienie systemu. Wraz z wydaniem wersji 7 porzucono wsparcie dla systemów operacyjnych Windows XP i Windows Vista. Program jest kompatybilny z systemami Windows 7, Windows 8 i Windows 10. W 2016 roku program został wykupiony przez Malwarebytes. AdwCleaner został pobrany ponad 200 milionów razy.